# Clitocybe
Clitocybe es un género de hongos en la familia Tricholomataceae. Se caracterizan por tener esporas de tonos blanco, ante, crema, rosado y amarillo claro, sus laminillas descienden por el estipe, y su coloración abarca desde el blanco claro al marrón y lila. Son  saprotróficos, descomponiendo restos forestales. Este género posee una distribución amplia y contiene unas 300 especies.
Clitocybe significa cabeza inclinada.
Solo unos pocos miembros de este género son considerados comestibles; muchos otros son venenosos, conteniendo la toxina muscarina y otras. Es muy difícil distinguir entre las especies de Clitocybe, requiriendo el análisis con microscopio. Por ello, con la excepción de unos pocos miembros carismáticos e identificables, rara vez se recolectan hongos Clitocybe para su consumo.

## Toxicidad
Las dos especies que se consumen, Clitocybe acromelalga de Japón, y Clitocybe amoenolens de Francia, han producido varios casos de erythromelalgia inducida por hongos que duraron de 8 días a 5 meses.

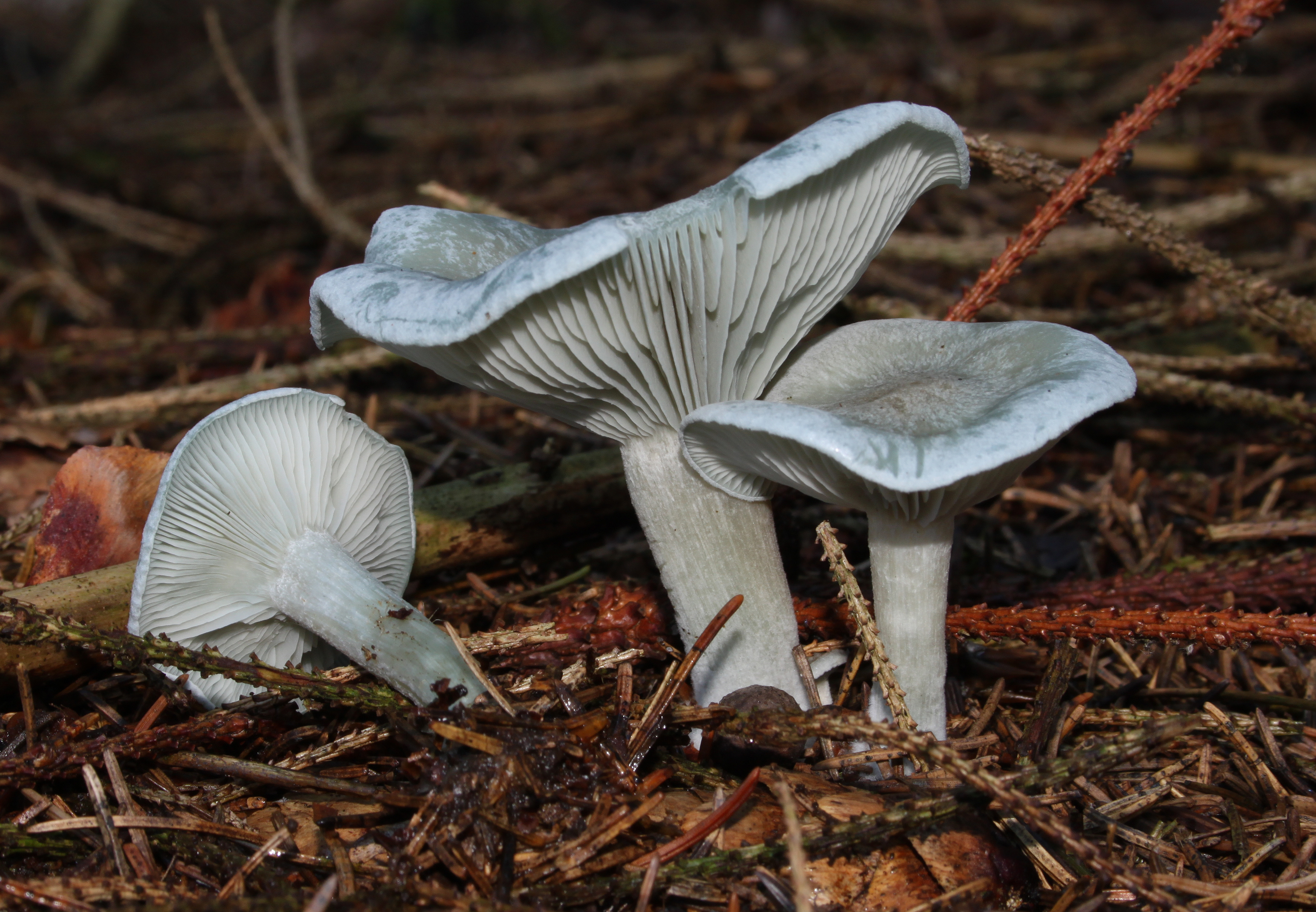
Clitocybe odora

Muchas especies pequeñas de Clitocybe contienen la toxina muscarina, que originalmente se encontró en pequeñas cantidades en el famoso  matamosca. Sin embargo, la pequeña especie blanca Clitocybe contiene cantidades peligrosas de muscarina, y dos especies en  particular,  Clitocybe dealbata y Clitocybe rivulosa, contienen tales niveles de muscarina que se han informado de muertes por consumir estas dos especies.

## Especies selectas
- Clitocybe acromelalga (Japón)
- Clitocybe agrestis
- Clitocybe alexandri
- Clitocybe amarescens
- Clitocybe amoenolens – actualmente clasificado como  Paralepistopsis amoenolens
- Clitocybe brumalis
- Clitocybe candicans - actualmente clasificado como Leucocybe candicans
- Clitocybe catinus - actualmente clasificado como Infundibulicybe catinus
- Clitocybe cerussata
- Clitocybe cistophila – Europa
- Clitocybe clavipes – puede que sea comestible pero venenoso si se lo consume junto con alcohol, actualmente Ampulloclitocybe clavipes
- Clitocybe costata – puede que sea comestible pero por ser raro no se lo consume.
- Clitocybe dealbata – Europa, venenoso
- Clitocybe ditopus
- Clitocybe dilatata – venenoso[6]
- Clitocybe eccentrica
- Clitocybe entoloma
- Clitocybe eucalyptorum
- Clitocybe fennica
- Clitocybe fragrans
- Clitocybe geotropa – actualmente clasificado como  Infundibulicybe geotropa
- Clitocybe glacialis
- Clitocybe globispora
- Clitocybe glutiniceps
- Clitocybe lohjaensis
- Clitocybe marginella
- Clitocybe maxima - comestible, actualmente cultivado en forma comercial en China.[7] Actualmente clasificado como  Infundibulicybe geotropa
- Clitocybe menthiodora
- Clitocybe nebularis – algunos lo consideran comestible, si bien a muchas personas le produce malestares gástricos
- Clitocybe nuda – comestible distinguible por su matiz lila, actualmente Lepista nuda
- Clitocybe odora – crece cerca de abedules, pero puede confundirse fácilmente con venenosos principalmente por su apariencia
- Clitocybe paraditopa – Australia
- Clitocybe parasitica
- Clitocybe rivulosa – (Europa, América del Norte)
- Clitocybe ruderalis
- Clitocybe sclerotoidea
- Clitocybe strigosa
- Clitocybe subcordispora
- Clitocybe tarda
- Clitocybe truncicola
- Clitocybe vibecina

El hongo bioluminiscente Omphalotus olearius  anteriormente estuvo ubicado en este género como Clitocybe illudens.